# Monanthotaxis foliosa
Monanthotaxis foliosa är en kirimojaväxtart som först beskrevs av Adolf Engler och Friedrich Ludwig Diels, och fick sitt nu gällande namn av Bernard Verdcourt. Monanthotaxis foliosa ingår i släktet Monanthotaxis och familjen kirimojaväxter. Utöver nominatformen finns också underarten M. f. ferruginea.